# Monasterio de San Pedro de las Puellas
El Real Monasterio de San Pedro de las Puellas (en catalán: Reial Monestir de Sant Pere de les Puelles) es un antiguo monasterio benedictino situado en la ciudad de Barcelona (España). En la actualidad sólo se conserva su iglesia, convertida en parroquia.

## Historia
Este monasterio femenino fue fundado por el conde Suñer I y por su esposa Riquilda de Tolosa junto a una antigua iglesia dedicada a San Saturnino. La iglesia fue consagrada el 16 de junio de 945 por el obispo Guilarà. La primera abadesa fue Adelaida, viuda de Sunifredo de Urgel. El nombre Puella proviene de la palabra latina para 'doncella'.
usada en el catalán medieval.
En el año 985 el monasterio fue brutalmente atacado por las tropas de Almanzor. Las monjas fueron asesinadas o vendidas como esclavas y el monasterio sufrió graves destrozos. El conde Borrell II se encargó de restaurarlo; la nueva abadesa fue Adalet, pariente del conde.
El monasterio fue creciendo lentamente. A finales del siglo X la comunidad estaba formada por una docena de religiosas. En el siglo siguiente, aumentaron hasta 20, la mayoría de ellas hijas de nobles de la época. Las poderosas familias de las religiosas eran las encargadas de mantener económicamente al cenobio. En el año 1147 se consagró una nueva iglesia, mucho mayor, que englobaba la del monasterio con la antigua iglesia dedicada a San Sadurní.
La comunidad sufrió la exclaustración en 1835 y el monasterio se convirtió en prisión. En 1879, la comunidad de monjas se trasladó a un nuevo emplazamiento en el distrito de Sarriá-San Gervasio en el que todavía residen. En 1873 se desmontó el claustro así como otras dependencias. El monasterio sufrió un incendio en 1909 tras el cual fue reconstruido.
Un nuevo incendio asoló San Pedro de las Puellas durante la guerra civil española, en 1939.

## El edificio

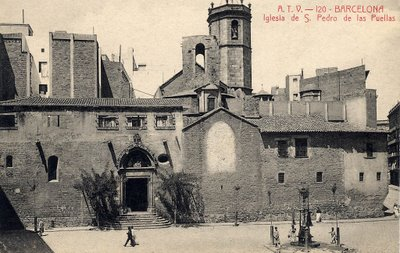
La iglesia de San Pedro de las Puellas antes del incendio de 1909 (c.1905)

Queda muy poco de la construcción original, en parte por las sucesivas destrucciones y en parte por culpa de las malas restauraciones que se han ido realizando. Se sabe que el claustro constaba de dos pisos. El inferior de estilo románico fue construido en el siglo XI mientras que el superior, de estilo gótico, se construyó hacia el año 1322. Se conoce poco de su distribución aunque la mayoría de sus elementos se han conservado y se encuentran distribuidos en diversos museos.
La iglesia original era de una sola planta de cruz griega. El espacio estaba delimitado por cuatro arcos soportados por columnas y cubierto por una cúpula de base octogonal. En la parte en la que se sitúa la actual capilla del Santísimo se pueden ver restos de la antigua iglesia de San Saturnino. La decoración mural de las bóvedas de esta capilla es del pintor muralista Felip Vall, del 1945. El monasterio tenía un campanario, conocido como la Torre dels Ocells (la Torre de los Pájaros) que fue destruida durante el incendio de 1909. Este campanario convivió desde 1752 con el actual campanario octogonal, que posee 6 campanas.